# Dmitri Pavlov
Pour les articles homonymes, voir Pavlov.
Dmitri Grigorievitch Pavlov (en russe : Дмитрий Григорьевич Павлов), né le 4 novembre 1897 et mort le 22 juillet 1941, est un général soviétique, commandant le front de l'Ouest au début de l'invasion allemande qui fut héros de l'Union soviétique. Il fut exécuté par le NKVD au motif de lâcheté et de manquement au devoir après la défaite de Białystok–Minsk. Il fut réhabilité en 1956.

## Biographie
Vétéran de la Première Guerre mondiale, il servit lors de la guerre civile russe durant laquelle il rejoignit l'Armée rouge en 1919. Il fit ses études à l'Académie militaire Frounzé en 1928. Il prit sous son commandement par la suite diverses unités mécanisées et de cavalerie.
Conseiller militaire durant la guerre d'Espagne en 1936-1937, il participa du côté républicain sous son nom de guerre Pablo et commanda une brigade de chars soviétiques où il sera fait héros de l'Union soviétique. Lors de son retour à Moscou, il ne fut pas victime des purges dans l'Armée rouge par Staline, contrairement à beaucoup d'autres officiers qui avaient participé au conflit.
En 1940, il avait sous son commandement le front de l'Ouest de l'Armée rouge et fut fait général d'armée (rang inférieur à maréchal de l'Union soviétique) le 22 février 1941. À la suite de sa défaite à la bataille de Białystok–Minsk, peu après le déclenchement de l'opération Barbarossa, il est torturé puis exécuté par le NKVD.

## Distinctions
- Héros de l'Union soviétique le 21 juin 1937 (médaille no 30)
- Trois fois l'ordre de Lénine (1936, 1937, 1940)
- Deux fois l'ordre du Drapeau rouge (1930, 1937)